# The Invisible Boy
The Invisible Boy (Băiatul Invizibil) este un film SF american din 1957 regizat de Herman Hoffman. În rolurile principale joacă actorii Richard Eyer și  Philip Abbott. Este al doilea film în care apare Robby Robotul, personajul științifico-fantastic din Forbidden Planet (1956). Lansat de Metro-Goldwyn Mayer, titlul inițial al filmului a fost S.O.S Spaceship. Robotul din The Invisible Boy ar fi același personaj din Forbidden Planet, care are acțiunea în secolul al XXIII-lea. El este adus înapoi în epoca când are loc filmul prin călătoria în timp.

## Prezentare
În 1957, Timmie Merrinoe (Richard Eyer), în vârstă de zece ani, își dorește să aibă un tovarăș de joacă. După ce a primit în mod misterios o inteligență superioară, el reasamblează un robot pe care tatăl său și alți oameni de știință erau gata să-l arunce ca pe un gunoi ireparabil. Nimeni nu acordă prea multă atenție robotului, pe nume Robby, după ce Timmie îl pune din nou în funcțiune, până când mama lui Timmie se înfurie deoarece fiul ei este ridicat în sus de un zmeu imens pe care Robby l-a construit la îndemnul lui Timmie.
Când Timmie își exprimă dorința de a se putea juca fără a fi observat de părinții săi, Robby, cu ajutorul unui supercomputer, îl face invizibil. La început, Timmie își folosește invizibilitatea pentru a face simple farse părinților și altora, dar starea sa de spirit se schimbă curând, când devine clar că supercomputerul este rău și intenționează să preia controlul lumii folosind un satelit militar. Supercomputerul îl ține pe Timmie captiv la bordul rachetei, armata încearcă să-l oprească pe Robby, dar toată artileria și armele nu au niciun efect asupra lui. Robby urcă pe navă, dar îl eliberează pe Timmie în loc să asculte comanda supercomputerului. Dr. Merrinoe le spune lui Timmie și Robby să rămână la bordul navei, deoarece au provizii acolo pentru un an, dar în schimb se reîntorc pe Pământ.
Timmie și Dr. Merrinoe se întorc în laborator pentru a opri supercomputerul, dar acesta îi oprește. Robby apare apoi, dar se întoarce împotriva supercomputerului și îi distruge sursa de energie. Totul revine la normal. Familia Merrinoe pare să petreacă o seară liniștită, iar dr. Merrinoe este pe punctul de a-l lovi pe Timmie ca pedeapsă pentru că i-a ignorat îndemnul de a rămâne pe navă. Cu toate acestea, el este oprit de Robby, iar filmul se încheie cu familia Merrinoe și Robby, având cu toții o seară liniștită împreună. 

## Actori
- Richard Eyer - Timmie Merrinoe
- Philip Abbott - Dr. Tom Merrinoe
- Diane Brewster - Mary Merrinoe
- Harold J. Stone - Gen. Swayne
- Robert H. Harris - Prof. Frank Allerton
- Dennis McCarthy - Col. Macklin
- Alexander Lockwood - Arthur Kelvaney
- John O'Malley - Prof. Baine
- Robby the Robot - Robby
- Gage Clarke - Dr. Bannerman (nemenționat)
- Than Wyenn - Prof. Zeller
- Jefferson Searles - Prof. Foster (ca Jefferson Dudley Searles)
- Alfred Linder - Martin / Computer
- Ralph Votrian - 1st Gate Sergeant
- Michael Miller - 2nd Gate Sergeant